# Миклосу (Горж)
Миклосу (рум. Miclosu) насеље је у Румунији у округу Горж у општини Болбоши. Oпштина се налази на надморској висини од 187 m.

## Становништво
Према подацима из 2002. године у насељу је живело 210 становника, од којих су сви румунске националности.